# À l’enseigne du lion d’or

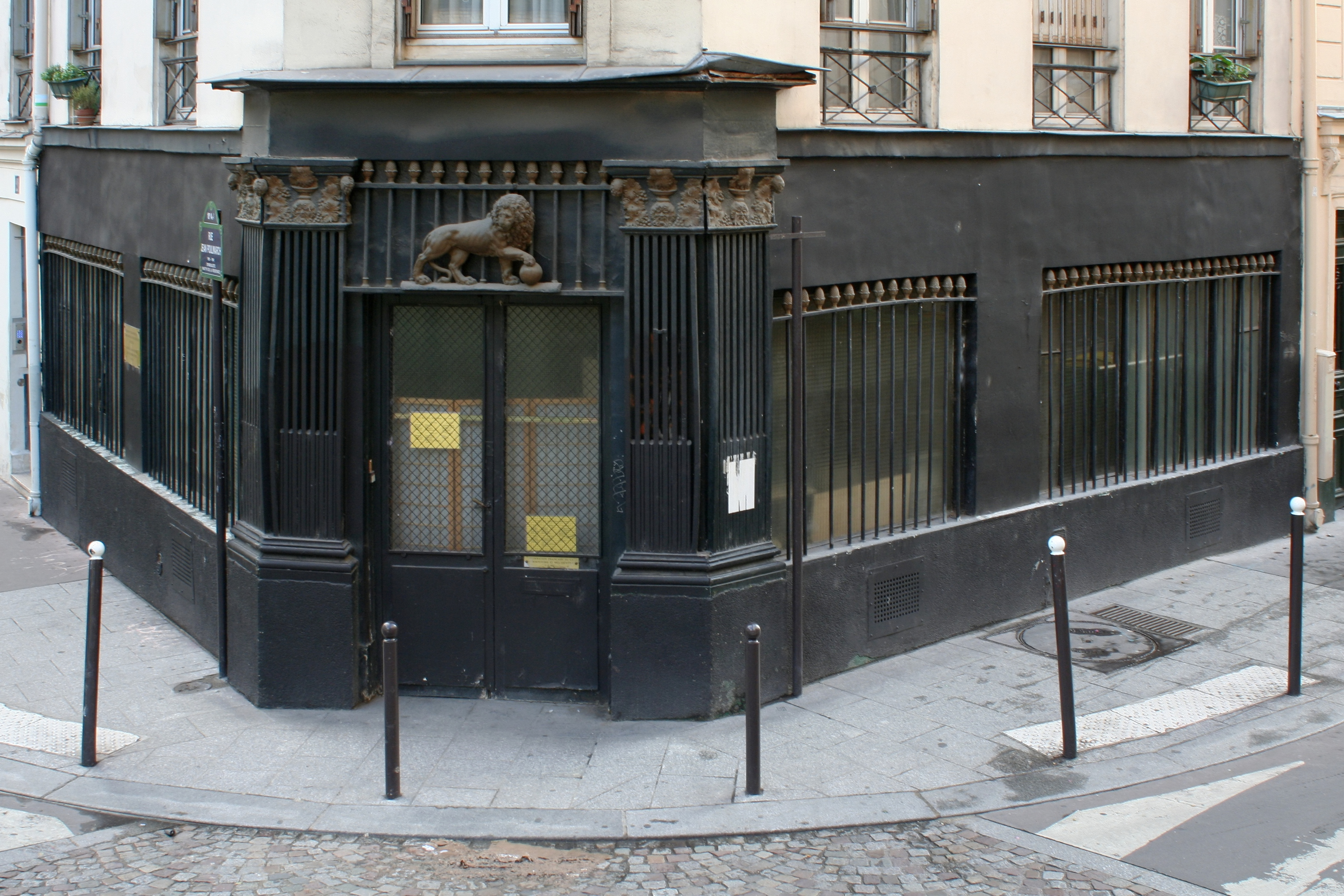
Geschäft À l’enseigne du lion d’or in Paris

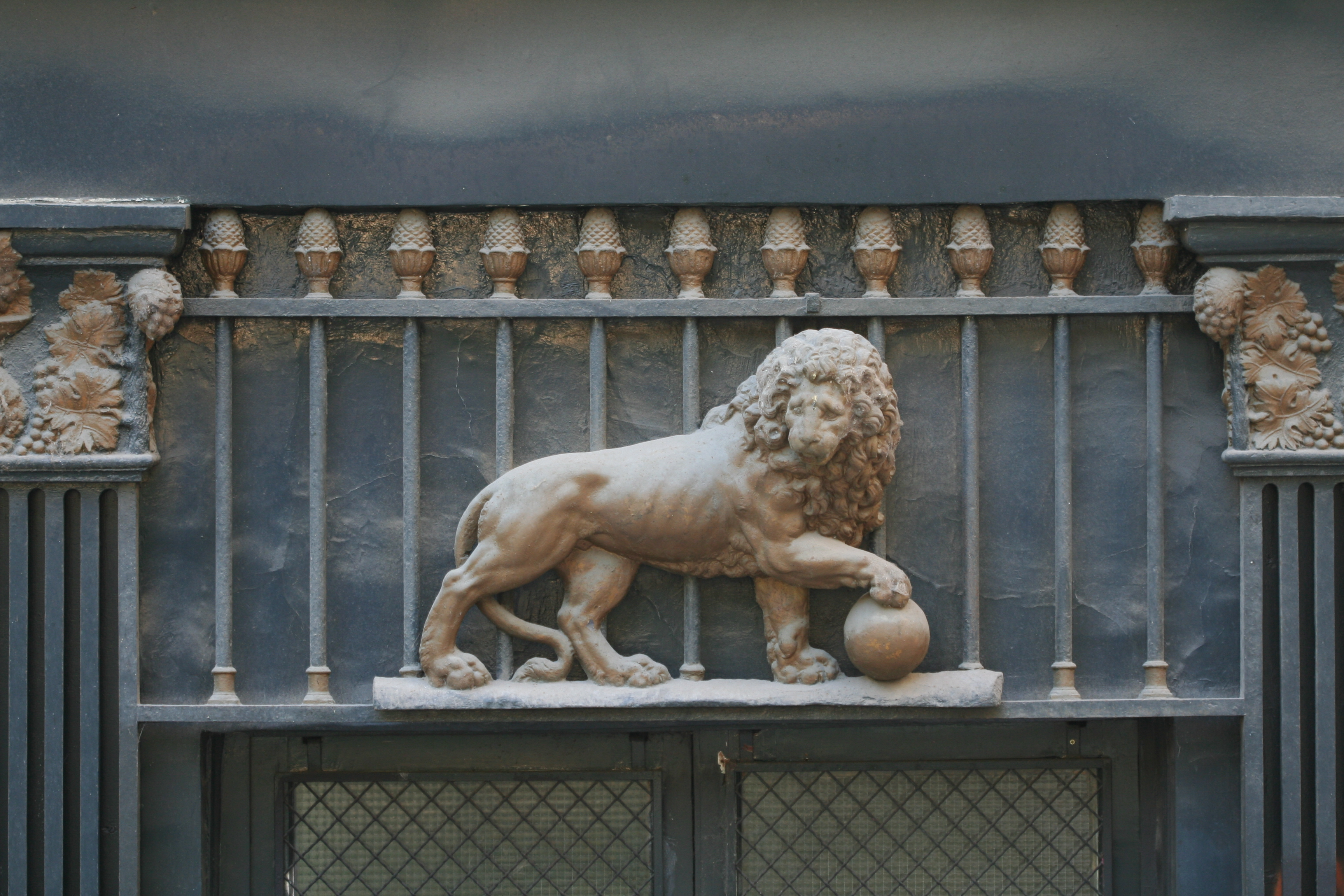
Goldener Löwe über dem Eingang

À l’enseigne du lion d’or (deutsch Zum goldenen Löwen) ist eine ehemalige Weinhandlung im 10. Arrondissement von Paris, die Anfang des 19. Jahrhunderts eingerichtet wurde. Seit dem 23. Mai 1984 ist das Geschäft mit der Adresse Rue Jean-Poulmarch Nr. 19 als Monument historique geschützt. Die nächste Metrostation ist Jacques Bonsergent der Linie 5.

## Beschreibung
Das Geschäft an der Ecke Rue Jean-Poulmarch und Rue des Vinaigriers befindet sich gegenüber einer Schleuse des Canal Saint-Martin. Der Eingang an der abgeschnittenen Hausecke wird von zwei Pilastern flankiert und über der gläsernen Doppeltür ist in einem schmiedeeisernen Gitter ein goldener Medici-Löwe, dessen Tatze auf einem Globus ruht, dargestellt. Die Pilaster sind mit Kapitellen geschmückt, die Bacchus umgeben von Trauben und Weinblättern darstellen.
Die Fenster des Geschäftes werden von einem Gitter geschützt, dessen Stäbe am oberen Ende von goldenen Pinienzapfen geschmückt sind. Seit dem 18. Jahrhundert wurden auf diese Art Geschäfte ausgestattet, um die neu geschaffenen großen Fensterfronten zu schützen. Nur noch wenige Geschäfte in Paris haben ihr altes Aussehen bewahrt.